# Lotusflow3r
A Lotusflow3r triplalemezes díszdoboz, amelyet Prince és Bria Valente adott ki. Prince harmincharmadik (LOtUSFLOW3R) és harmincnegyedik stúdióalbuma (MPLSoUND) és Bria Valente debütáló stúdióalbuma, az Elixer a része. 2009. március 24-én jelentette meg az NPG Records. Az albumot az Egyesült Államokban a Target üzletlánc boltjaiban adták el egy három lemezes kiadás részeként, Európában zenei boltokban lehetett megszerezni.
Az album második helyen debütált a Billboard 200-on és 168 ezer példány kelt el belőle az első héten.

## Háttér
2008 decemberében négy dalt debütáltak a Los angelesi Indie 103 rádióban: a "Crimson and Clover" egy feldolgozását, a "4ever"-t, a "Colonized Mind"-ot és a "Wall of Berlin"-t. Később több dalnak a címe került nyilvánosságra egy Los Angeles Times cikkben: a "Hey Valentina" (Salma Hayek lányának írva), a "Better with Time" (egy óda Kristin Scott Thomas-nak, aki a zenésszel szerepelt A telihold alatt című filmben), a "Love Like Jazz", a "$" és a "77 Beverly Park".
2008 decemberében Prince elindította az mplsound.com-ot, amelyen kiadott egy hangszeres verziót a  "(There'll Never B) Another Like Me"-ből. Egy hónappal később lezárták a weboldalt és a lotusflow3r.com vette át helyét. Eredetileg három dal szerepelt rajta, a „Chocolate Box”, a „Colonized Mind” és az „All This Love”. Január 31-én újabb hangszeres verziók jelentek meg és elérhető lett a teljes verziója a "Colonized Mind"-nak, a "Discojellyfish"-nek és az "Another Boy"-nak, amelyet Valente énekelt.
Az albumon szerepel néhány dal, amely már korábban is megjelent, a "Feel Good, Feel Better, Feel Wonderful" Prince NPG Music Club weboldalán jelent meg korábban 2006-ban, a „U’re Gonna C Me”, amely a One Nite Alone… album egyik dalának újradolgozása, és a „Kept Woman”, amely Prince Támarral való (meg nem jelent) közreműködés albumának (Milk and Honey) egyik dala. A "Here I Come" 2007-ben Prince 3121.com weboldalán, míg a „Home” egy részlete a drfunkenberry.com-on jelent meg.
2009. március 11-én a Billboard.com-on lett bejelentve, hogy Prince fel fog lépni a The Tonight Show with Jay Leno-ban három egymást követő estén, március 25. és 27. között. Előadta az „Ol’ Skool Company”-t, a "Dreamer"-t és a „Feel Better, Feel Good, Feel Wonderful”-t. Előadta a "Crimson and Clover"-t a The Ellen DeGeneres Show-n Bria Valentével. A negyedik The Tonight Show fellépésén május 28-án előadta a "Somewhere Here on Earth" a 2007-es Planet Earth albumról.
Március 23-án a "Chocolate Box" demója kiszivárgott az interneten. Március 24-én nyílt meg hivatalosan a lotusflow3r.com. Azon tagok, akik korábban csatlakoztak és kifizették az éves $77 összeget, megnézhettek egy videót, a "Chocolate Box", a "Crimson and Clover" és az "Everytime" videóklipjeit, letölthették a három albumot, kaptak egy "alapító tag" pólót és vehettek jegyeket Prince Los angelesi koncertjeire. Később 2009-ben kétszer is fellépett Montreux-ban a Montreux-i Jazz Fesztiválon és kiadta az 1986-os "In a Large Room with No Light" újra felvett változatát.
Az album $11.98 áron volt elérhető a Target üzletlánc boltjaiban néhány nappal a digitális megjelenés után. Annak ellenére, hogy az album csak az Egyesült Államokban jelent meg, több példányt is exportáltak Európába. A Warner Music szeptember 7-én adta ki Franciaországban egy CD-ként (MPLSound címen). A "Dance 4 Me" augusztus 31-én jelent meg digitális kislemezként és első helyet ért el a Brit Dance slágerlistán. 2011-ben a Purple Music kiadón keresztül megjelent a dalnak három remixe ("Icon Remix", "Tribal Drum Remix", "Dominatrix Remix). Az "Icon Remix" később megjelent egyedüli kislemezként is.
Az album digitális verzióján a "Crimson and Clover" helyett a "The Morning After" szerepelt.
Az albumot Richard Fuch vette fel és keverte.

## Fogadtatás
Az album második helyen debütált a US Billboard 200-on, 168 ezer eladott példánnyal és Prince sorozatban negyedik legjobb három pozíció egyikét elfoglaló albuma lett az Egyesült Államokban. Közel állt az első helyhez, de Keith Urban Defying Gravity albumából 300 példánnyal többet adtak el. Egy Travis Smiley interjúban Prince elmondta, hogy a slágerlisták meg voltak hamisítva, tekintve, hogy több másik listának is az élére tudott kerülni. 2012 februárjáig az albumból több, mint 543 ezer darab kelt el.

## Számlista

### Lotusflow3r
Az összes dal szerzője Prince, kivéve a "Crimson and Clover", amelyet Tommy James és Peter Lucia Jr. írt.
1. "From the Lotus..." – 2:46
2. "Boom" – 3:19
3. "Crimson and Clover" – 3:52
  - "The Morning After" – 2:06 (a "Crimson and Clover" helyett a digitális kiadáson)[15]
4. "4ever" – 3:47
5. "Colonized Mind" – 4:47
6. "Feel Better, Feel Good, Feel Wonderful" – 3:52
7. "Love Like Jazz" – 3:49
8. "77 Beverly Park" – 3:04
9. "Wall of Berlin" – 4:16
10. "$" – 3:58
11. "Dreamer" – 5:30
12. "...Back 2 the Lotus" – 5:34

### MPLSound
Az összes dal szerzője Prince.
1. "(There'll Never B) Another Like Me" – 6:01
2. "Chocolate Box" (Q-Tippel) – 6:14
3. "Dance 4 Me" – 4:58
4. "U're Gonna C Me" – 4:36
5. "Here" – 5:15
6. "Valentina" – 3:59
7. "Better with Time" – 4:54
8. "Ol' Skool Company" – 7:30
9. "No More Candy 4 U" – 4:14

### Elixer
Az összes dal szerzője Prince és Bria Valente, kivéve a "Kept Woman" amelyet csak Prince írt.
1. "Here Eye Come" – 4:28
2. "All This Love" – 4:39
3. "Home" – 4:26
4. "Something U Already Know" – 5:44
5. "Everytime" – 3:50
6. "2nite" – 5:02
7. "Another Boy" – 3:56
8. "Kept Woman" – 4:15
9. "Immersion" – 4:02
10. "Elixer" (Prince-szel) – 4:00

## Slágerlisták
| Slágerlista (2009)                    | Legmagasabb pozíció |
| ------------------------------------- | ------------------- |
| Belga Albumok (Ultratop Flanders)     | 44                  |
| Belga Albumok (Ultratop Wallonia)     | 78                  |
| Holland Albumok (Album Top 100)       | 23                  |
| Francia Albumok (SNEP)                | 14                  |
| Olasz Albumok (FIMI)                  | 65                  |
| UK Independent Albums (OCC)           | 30                  |
| US Billboard 200                      | 2                   |
| US Independent Albums (Billboard)     | 1                   |
| US Top R&B/Hip-Hop Albums (Billboard) | 1                   |

| Slágerlista (2009)                    | Pozíció |
| ------------------------------------- | ------- |
| Francia Albumok (SNEP)                | 166     |
| US Billboard 200                      | 85      |
| US Independent Albums (Billboard)     | 2       |
| US Top R&B/Hip-Hop Albums (Billboard) | 29      |